# Blackwell House
A Blackwell House a Roosevelt-sziget (New York) legöregebb épülete, egyúttal New York legrégibb, fennmaradt épületei közé tartozik. Az 1796-ban megépült farmerház nevét az egykori tulajdonos-építtetőjéről, Jacob Blackwell-ről kapta, aki a sziget angol tulajdonosának, Robert Blackwell-nek, a sziget későbbi névadójának a dédunokája volt. A villa jelenleg műemlékvédelem alatt áll.

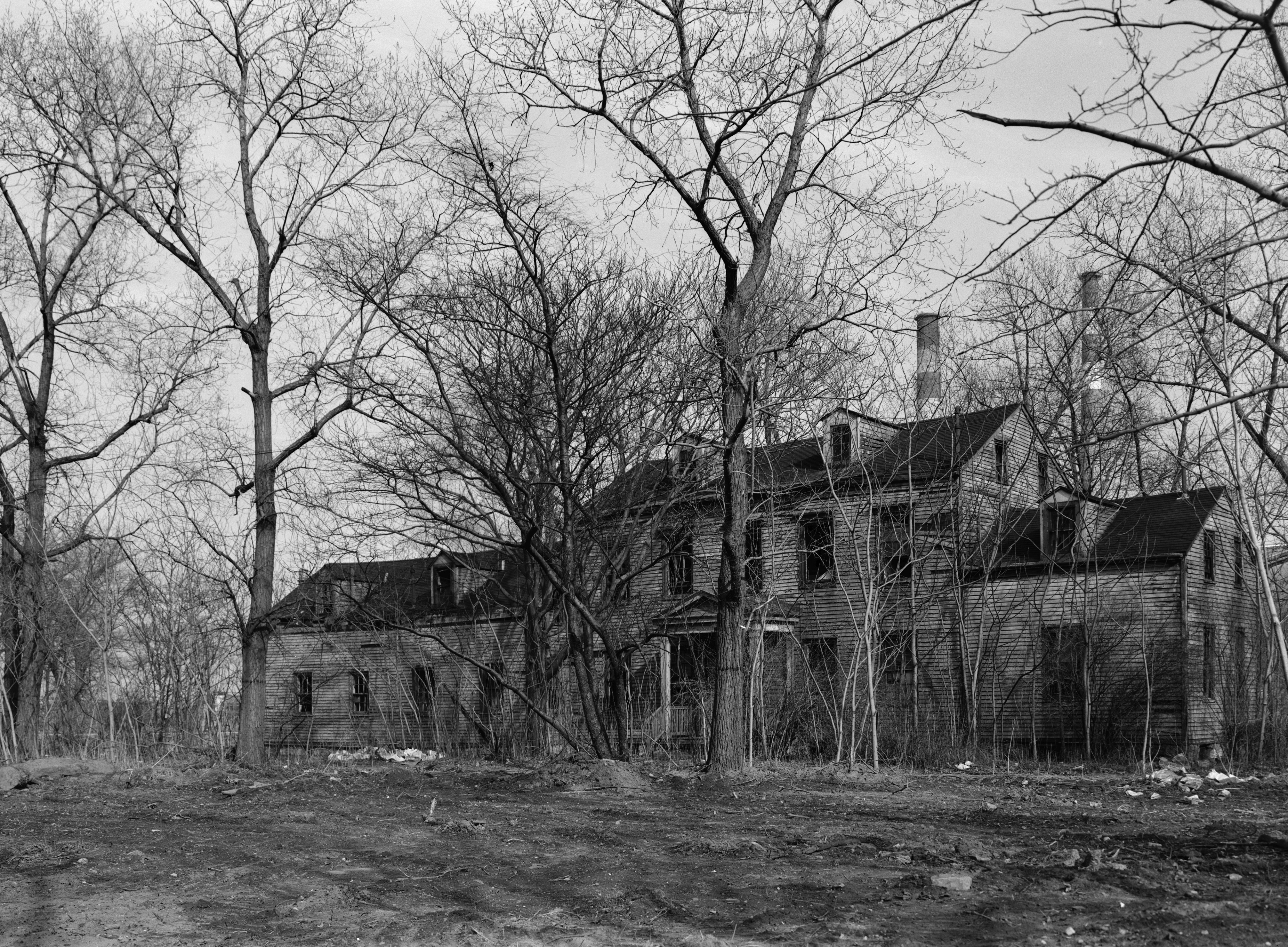
Az épület 1970-ben